# Cuauhtlatoani
Cuāuhtlahtoāni o Cuäuhtlahtoh è una carica amministrativa politica usata in alcune Città-Stato e province azteche nel Messico precolombiano, durante il tardo postclassico. Il titolo di cuauhtlatoani (termine nahuatl che significa approssimativamente "colui che parla come le aquile ") aveva una connotazione di "comandante militare" o "amministratore nominato". Durante lo sviluppo dell'impero azteco il titolo era assegnato dai re Mexica-Tenochca ai governatori che nominavano a capo delle città-stato delle province centrali.
Il titolo veniva usato anche in alcuni scritti storici redatti poco dopo la conquista spagnola, facendo riferimento ai semi-leggendari capi dei Mexica durante la migrazione da nord verso la valle del Messico, prima della fondazione di Tenochtitlán e della successiva trasformazione in impero. Chimalpahin, storico Nahua dell'inizio del XVII secolo, elencò una serie di cuauhtlatoani del periodo pre-fondazione:
- Cuauhtlequetzqui (1116-1153)
- Acacihtli (1153-1167)
- Citlalitzin (1167-1182)
- Tzimpantzin (1182-1184)
- Tlazohtzin (1184-1188)
- Iztacmixcoatzin o Iztacmixcohuatl (1188-1233)
- Tozcuecuextli (1233-1272)